# Правило Ренча
Правило Ренча (англ. Rensch's rule) — закон аллометрії, що розглядає взаємозв'язок між мірою статевого диморфізму за розміром тіла і відносним розміром самців і самиць. Серед багатьох споріднених видів диморфізм за розміром збільшуватиметься зі збільшенням розмірів тіла, коли самці більші від самиць, і зменшуватися зі збільшенням середніх розмірів тіла, коли самиці більші від самців.
Якщо по осі ординат відкласти логарифм розмірів тіла самців, а по осі ординат — логарифм розмірів тіла самиць, то Правило Ренча виражається у вуглі нахилу лінії регресії (β), більшому 1 (випадок, коли бісектриса кута β = 1, відповідає випадку, коли статевий диморфізм відсутній).
Правило було виведено на основі аналізу 40 незалежних філогенетичних ліній (див. Клада) наземних тварин, переважно хребетних. Приклади ліній, які дотримуються правила, включають приматів, ластоногих і парнокопитних (Fairbairn 1997).